# Coopers Town
Coopers Town (var. Cooper's Town) este un oraș situat în partea de nord a insulei Great Abaco, ce aparține statului Bahamas. La recensământul din 1990 avea o populație de 5.700 locuitori.
Primii coloniști de pe insulă au aparținut de familia Cooper. Prima activitate economică de pe insulă a fost cultivarea de grapefruit și a bureților de mare.